# Empenyiment (física de partícules)
En física d'altes energies, l'empenyiment o thrust (en anglès) és un observable que permet caracteritzar la forma global d'un esdeveniment donat produït en una col·lisió de partícules (electrons, protons) en un col·lisionador.
Quan dues partícules d'alta energia xoquen sovint produeixen jets de partícules secundàries. Això passa quan es produeixen un o diversos parells de quark-antiquark i/o gluons durant la col·lisió. Els quarks i gluons produïts formen un cascades d'hadrons anomenats jets. El conjunt de partícules que constitueix un jet viatgen aproximadament en la mateixa direcció que el parell de quarks/gluons original.
L' empenyiment quantifica la coherència o jetiness del grup de partícules resultant d'una col·lisió donada. Es defineix com:
{\displaystyle T={\underset {|n|=1}{\operatorname {max} }}{\bigg [}{\frac {\sum _{i}|p_{i}.n|}{\sum _{i}|p_{i}|}}{\bigg ]}} ,
on {\displaystyle p_{i}} és el moment de la partícula {\displaystyle i}, i {\displaystyle n} és un vector unitari que maximitza {\displaystyle T} i defineix l'eix d'empenyiment. La suma és sobre totes les partícules finals resultants en la col·lisió. A la pràctica, la suma només es pot fer amb les partícules mesurades en els detectors.
L'empenyiment {\displaystyle T} és una magnitud estable respecte del procés de divisió col·lineal de partícules dins del jet i, per tant, és un observable robust, en gran part insensible als detalls del procés d'hadronització dels quarks i gluons.